# Région de Nzérékoré
La région de Nzérékoré est une subdivision administrative de la Guinée. La ville de Nzérékoré en est le chef-lieu.

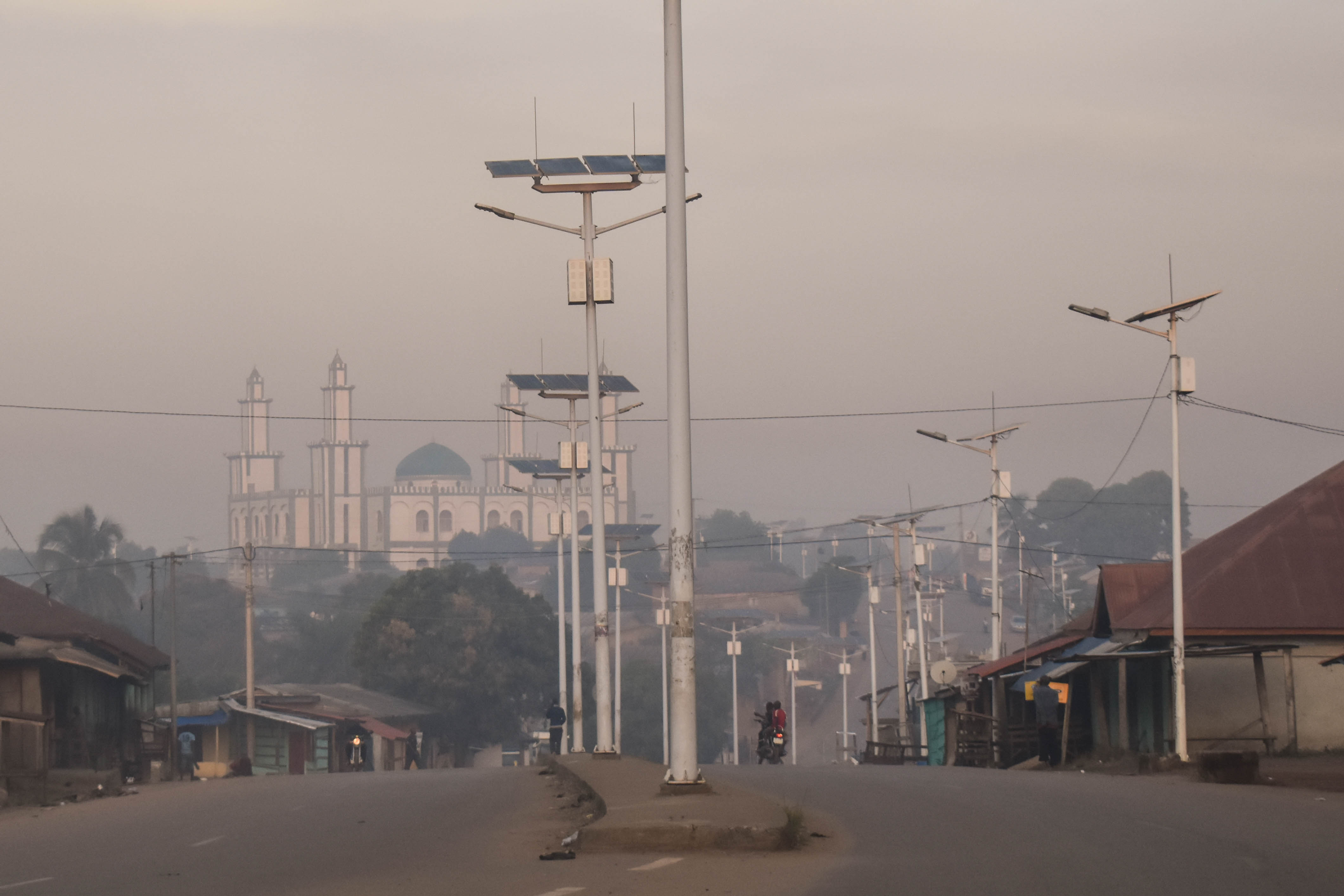
Ville de N'Zérékoré avec la Grande Mosquée.

## Géographie
Trois pays sont frontaliers de la région : la Côte d'Ivoire à l'est, le Liberia au sud et la Sierra Leone à l'ouest.

## Préfectures
La région de Nzérékoré est composée de six préfectures :
- la préfecture de Beyla
- la préfecture de Guéckédou
- la préfecture de Lola
- la préfecture de Macenta
- la préfecture de Nzérékoré
- la préfecture de Yomou